# Naissance en 1117
Naissance
- 1113
- 1114
- 1115
- 1116
- 1117
- 1118
- 1119
- 1120
- 1121

Cette page dresse une liste de personnalités nées au cours de l'année 1117 :
- 21 décembre : Thomas Becket, chancelier d'Angleterre et archevêque de Canterbury.

- Fujiwara no Nariko, impératrice consort de l'empereur Toba du Japon et la mère de l'empereur Konoe.
- Henri Ier de Gueldre, comte de Gueldreet de Zutphen.
- Othon Ier de Bavière, comte palatin.
- Rainier de Pise, ou Ranieri Scacceri, troubadour italien.
- Stefan Nemanja, souverain de la principauté médiévale serbe de Rascie, fondateur de la dynastie des Nemanjić.

date incertaine (vers 1117)
- Onfroy II de Toron, seigneur de Toron, connétable du royaume de Jérusalem.

## Crédit d'auteurs
- Cet article est partiellement ou en totalité issu de l'article intitulé « 1117 » (voir la liste des auteurs).